# Història de Croàcia
La història de Croàcia comença al principi del Neolític. Dins de la història documentada, el territori que actualment correspon a Croàcia va ser colonitzat pels celtes i més tard pels il·liris. Il·líria va ser un estat sobirà fins que els romans la conqueriren l'any 168 aC. Els avantpassats de la població eslava de Croàcia es van establir a la regió durant el segle vii.

## Prehistòria
L'àrea coneguda avui en dia com Croàcia ha estat habitada durant la prehistòria, des de l'edat de pedra. En el Paleolític mitjà, els neandertals van viure a Krapina i Vindija (nord-oest de Croàcia) i Mujina Dalmàcia Pecina (central).
En el Neolític primerenc, les cultures Starevo, Vuedol i Hvar es van expandir al voltant de la regió. L'edat del ferro va deixar les empremtes de la cultura de Hallstatt (il·liris primitius) i la cultura de La Tène (celtes).

## Il·llíria
Entrant en la història documentada, l'àrea va ser habitada per tribus d'Il·líria, com la Delmetae, que parlaven una llengua d'Il·líria, una branca antiga de la família indoeuropea. Altres tribus, com els liburns i iapods, l'origen ètnic dels quals és menys clar, habitaven diverses parts de la costa adriàtica i l'interior entre Ístria i Hercegovina.
Al segle iv aC el nord de l'actual Croàcia també va ser colonitzat pels celtes, la tribu dels escordiscs. Altres pobles celtes es trobaven així mateix integrats entre els il·liris. Les illes d'Issa i Pharos, així com la localitat de Tragurion o Trogir, es van convertir en colònies gregues des del mateix període.
Il·líria fou un estat sobirà fins que els romans van conquerir les seves terres l'any 168 aC. Els romans van organitzar l'actual Croàcia en la província romana d'Il·líria, que incloïa la majoria de la Croàcia moderna (Ístria i part de la província d'Itàlia). Il·líria es va dividir posteriorment en les províncies de Pannònia i Dalmàcia l'any 10. Pannònia va ser-ne dividida al seu torn en dues més per Marc Ulpi Trajà entre el 102 i el 107.
Al segle iv l'emperador Dioclecià va fraccionar més el país. Aquest emperador era d'origen il·liri, de Dalmàcia. Altres persones notables d'aquesta regió en aquest període van ser Marí el Diaca (el fundador de San Marino), els emperadors Valentinià I i Valent, i el papa Joan IV.
Després de la caiguda de l'Imperi Romà d'Occident al segle v, les vies romanes i la població il·líria amb llengües romàniques (com l'istroromanès o el dàlmata) es van mantenir. Amb la creixent immigració, aquesta població va arrelar a les ciutats al llarg de tota la costa dàlmata.

## Establiment dels croats

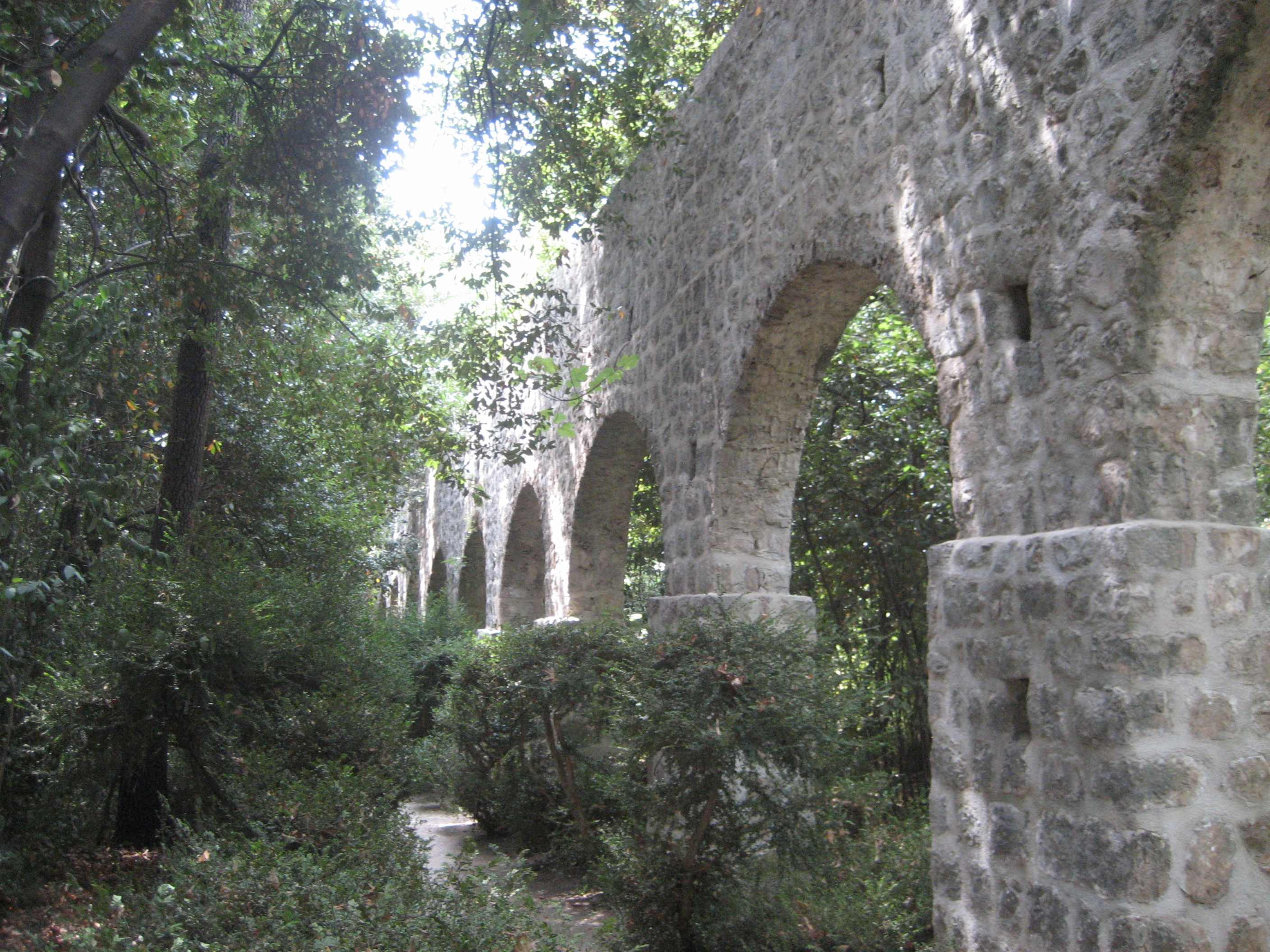
Aqüeducte de la família noble Ragusea Gozze de Trebinje en l'arborètum Trsteno

Els eslaus es van dispersar per l'est d'Europa al llarg dels segles vi i vii per l'empenta d'huns, germànics i àvars de Pannònia cap a l'oest i el sud. Els croats (Chrobati, Hrvati), que s'havien assentat a la zona de Galítsia i a la Croàcia Blanca (al sud de Polònia), van rebre l'oferta de l'emperador romà d'Orient Heracli d'aliar-se contra els àvars a canvi de les terres de Pannònia i Dalmàcia. Els croats van acceptar el tracte i van lluitar contra els àvars, els atacaren a la plana de Pannònia i es dispersaren pels Balcans. Una branca dels croats, els byelohravati (croats blancs) va romandre, tanmateix, en territoris que corresponen avui al sud de Polònia, i conservaren una precària independència entre txecs i polonesos.
Els croats del sud van formar estructures autònomes sota el comandament dels seus caps tribals (zupani) a les muntanyes de Bòsnia fins a Montenegro (croats dinàrics o vermells), al llarg de les costes de Dalmàcia (croats de Dalmàcia) i a les planes del Sava i el Drava (croats de Pannònia). D'aquesta època és Radoslav, un governant enèrgic del qual es canten encara balades dedicades als seus fets i a qui se li atribueix la introducció del cristianisme entre els croats.

## Orígens

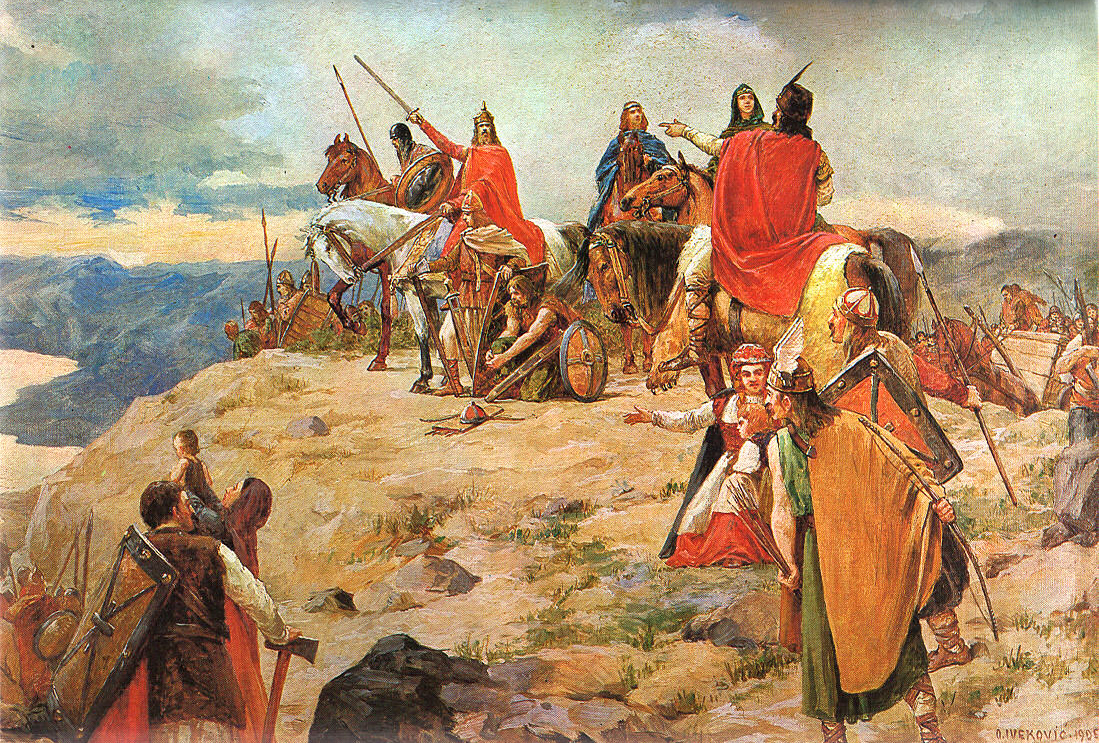
Els croates arriben a l'Adriàtic

El ducat de Pannònia s'estenia al llarg del Drava a la zona entre el Sava i el Danubi, a les regions de les actuals Baranja, Backa i Eslavònia. Dalmàcia incloïa l'actual Croàcia entre el Drava i Ístria, la Krajina i l'interior de l'actual Dalmàcia, ja que les principals ciutats costaneres estaven habitades per població d'origen llatí.
En el ducat dàlmata tenim mencions d'un tal Porga de finals del segle vii, però realment documentat com a primer duc de Croàcia-Dalmàcia és Viseslav, que hi va governar durant l'últim terç del segle viii. També de finals d'aquell segle és el primer duc de Croàcia-Pannònia, Vojnomir.
L'any 810, el poder de Croàcia-Dalmàcia va passar a Borma, que al seu torn va col·locar en l'altre ducat el seu nebot Ljudevit Posavki (Posavski significa 'del riu Sava'). Borma havia acceptat ser vassall dels emperadors francs, mentre que el seu nebot va lluitar contra ells fins que el 823 va ser derrotat i va fugir al ducat del seu oncle, el qual, per complaure als carolingis, el va empresonar fins a la seva mort. Una revolta contra els carolingis va portar al zupan Ratimir (829-838) a prendre el control de Pannònia, però de nou els francs van sotmetre Pannònia en el 838.
A Dalmàcia es van succeir els zupani vassalls dels francs, Vladislav (821-835) i Mislav (835-845), però el seu successor, Trpimir I (845-864), es va independitzar, li va ser reconegut el títol de Dux Croatorum, i va fundar la dinastia Trpimirović que van governar Croàcia fins a l'arribada dels hongaresos.
Pannònia va continuar sota el vassallatge dels francs amb Pribina (849-860), Kocelj (861-872) i Mucimir (872-873); només Braslav (880-897) va gaudir d'una precària independència que havia de suportar l'empenta de les hordes magiars, que sota el seu rei Árpád d'Hongria van conquerir el nord del ducat (Baranja i Backa), mentre el sud quedava a mans dels croats de Dalmàcia, i l'est d'Eslavònia (Sirmia/Srjem) era ocupada també pels hongaresos. D'aquesta manera la frontera nord de Croàcia va quedar fixada pel riu Drava.
Trpimir I va assentar el ducat de Croàcia, encara que va haver de lluitar amb la naixent potència de l'Adriàtic, la República de Venècia. El seu successor i fill, Zdeslav (864, 878-879), va ser deposat pel seu cosí Domagoj (864-876), i al seu torn el fill d'aquest, Iljko (876-878), va ser derrotat per Zdeslav, restaurat en el ducat gràcies al suport dels romans d'Orient. El seu fill Branimir (879-892) va aconseguir que les ciutats de la costa, tributàries dels bizantins, es convertissin en vassalles dels croats, amb la qual cosa els seus tributs van passar a les arques del ducat. Per aquesta raó el papa Joan VIII, en un document del 7 de juny de 879, va lliurar als croats el primer reconeixement internacional com a estat. A Branimir, el van succeir els seus fills Mutimir (Muncimir o Mucimir) (892-900) i Pere (900-910), que va unificar el ducat incorporant l'Eslavònia occidental. Tomislav (910-928), probablement fill de Mutimir, va expandir les fronteres i el prestigi de Croàcia, de manera que el 925 el papa Joan X el corona com a rei dels croats.

## Regne de Croàcia

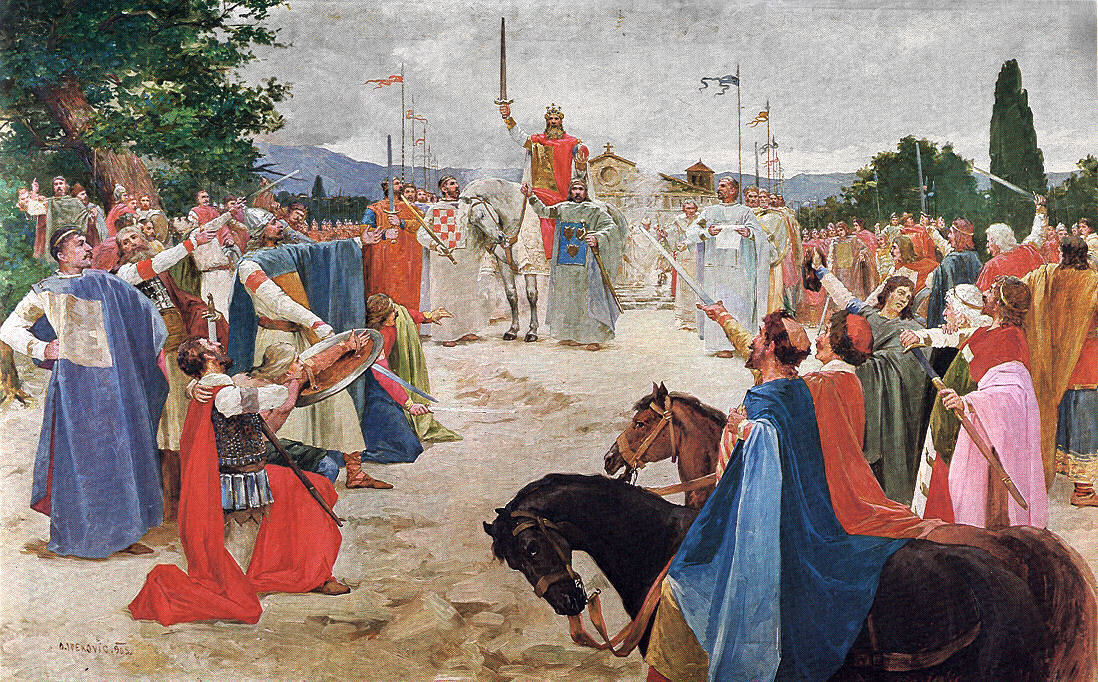
Coronació del rei Tomislav

Sota els successors del rei Tomislav Croàcia va assolir la màxima extensió, que incloïa, a més de la mateixa Croàcia, Eslavònia, una part ínfima de Dalmàcia i gran part de Bòsnia. La resta de les ciutats costaneres de Dalmàcia estigueren sota domini de la República de Venècia (Fiume (Rijeka), Zara (Zadar), Šibenik, Trogir, Spalato (Split) fins al 1358, quan, amb la firma del tractat de Zadar, que li dona l'estatus de República a Ragusa (Dubrovnik), o Cattaro (Kotor), que nominalment pertanyien a l'Imperi Romà d'Orient. La capital, d'on procedien la majoria dels governants, era a la costa dàlmata, a Biograd (Biograd na moru).
A Tomislav el va succeir el seu germà menor Trpimir II (928-935), i a aquest el seu fill Kresimir I (935-945), que va dividir el regne entre els seus dos fills: Miroslav (945-949) i Mihajlo Krešimir II (945/949-969). El germà més gran, tanmateix, no va permetre governar al més jove, i es va alçar com a únic regent.
El 949 el zupan Pribina es va revoltar i va aconseguir vèncer el rei, que va ser substituït pel seu germà. Aprofitant les lluites internes, Caslav Klonimirovic, zupan de Raška (Sèrbia), va envair els territoris de Travúnia, Zachlumia, Neretva i Bòsnia, així com els districtes orientals de Croàcia, potser convidat pels insurgents. Amb la mort de Časlav el 960 lluitant contra els hongaresos, Kresimir II va recuperar alguns territoris amb ajuda de Predimir, ban autònom de Dioclea, i tingué sota el seu control tot Bòsnia i aconseguí en el seu regnat la màxima extensió de Croàcia.
El seu fill Stjepan Drzislav (969- 997), a causa de la pressió dels búlgars sobre l'Imperi Romà d'Orient, va obtenir dels emperadors Basili II i Constantí VII el domini total de Dalmàcia i li va ser atorgat el títol de rei de Croàcia i Dalmàcia. L'emperador dels búlgars Samuel va veure amb desgrat l'aliança entre romans d'Orient i croats; va atacar aquests últims, va vèncer al zupan Vladimir i va marxar cap a Zadar, on va assetjar el rei a la ciutat de Nin. No va aconseguir prendre-la i va tornar a Bulgària a través de Bòsnia, la qual cosa va permetre a Držislav recuperar el seu regne.

Corona croata

El regnat dels seus fills Svetoslav Mucimir Suronja (997- 1000), Kresimir III (997- 1030) i Gojislav (997- 1020) va ser més turbulent a causa que Svetoslav es va arrogar tot el poder i els germans menors, recolzats per la noblesa croata, van començar una guerra civil que va posar fi a la vida del primogènit. El dux de Venècia, Pere Orsèol II, va aprofitar l'ocasió per a alliberar les ciutats de Dalmàcia, eliminant el tribut als reis croats i conquerint per a la república gran quantitat d'illes adriàtiques. L'emperador Basili II, vencedor dels búlgars, va reconèixer els germans com a reis de Croàcia, però, veient el perill que suposava Venècia, va prendre per a si el control de la costa dàlmata i de grans zones de Bòsnia.
Stjepan I (1030- 1058), fill de Krešimir III, va decidir donar suport a la revolta del príncep serbi (d'origen croat) Dobroslav (Stjepan Vojislav), primer sense èxit en el 1036, i més tard al 1040-42; aquest cop va derrotar els romans d'Orient i els va expulsar de Sèrbia. L'emperador Miquel IV Panflagoni es va veure obligat a cedir Dalmàcia a Stjepan II, però el dux venecià Domenico Contarino va aprofitar l'ocasió per a prendre Zara.
A Stjepan I el va succeir l'últim gran rei croat, Pere Krešimir IV (1058-1074), que va restaurar a poc a poc tot el regne; els venecians conqueriren Zara i expulsaren els romans d'Orient de Bòsnia i Dalmàcia. També va tenir especial cura en l'extensió del cristianisme entre la població, amb l'establiment de bisbats a Biograd (1060), Vrhbosna (1061) i Trogir (1063). Va impulsar la implantació del ritu llatí a les esglésies davant els usos romà d'Orient i eslavònic, malgrat l'oposició del clergat de l'interior de l'estat. Krešimir IV no tenia fills i el seu cosí Stjepan patia una greu malaltia, per la qual cosa va decidir nomenar Dimitar Zvonimir, ban d'Eslavònia, com al seu conseller i successor i li va atorgar el títol de duc de Croàcia.
Pere Krešimir IV va morir a la primavera de 1074, i en la dieta nacional els nobles van considerar que Zvonimir no era un dels seus, per la qual cosa van triar com a rei el duc de Neretva, Slavac (1074-1075), recolzat pel clergat eslavònic que estava en contra de la litúrgia llatina. Al seu torn, les ciutats de l'oest de Croàcia (en general llatines) no estaven d'acord amb aquesta elecció, i van demanar ajuda al duc normand d'Amalfi, Amico, que va prendre les ciutats adriàtiques des de Zadar fins a Split, i va fer presoner Slavac. Mihajlo, ban de Duklja, tampoc no va recolzar l'elecció de Slavac i es va proclamar independent al sud de Croàcia. Venècia, que veia en perill les seves xarxes comercials per la competència normanda, va entrar en lluita. El nou papa, Gregori VII, va decidir intervenir en les disputes dinàstiques enviant-hi un legat, Gerard, arquebisbe de Sipontum, que en la dieta de Salona va aconseguir que s'acceptés com a rei a Dimitar Zvonimir (1074-1089), i el va coronar el 19 d'octubre del 1076 com a "rei dels croats i dàlmates". Zvonimir va recuperar dels venecians les illes de l'Adriàtic i va formar una gran flota per defensar la costa dàlmata; segons alguns cronistes, aquest regnat va ser l'edat d'or del Regne croat.

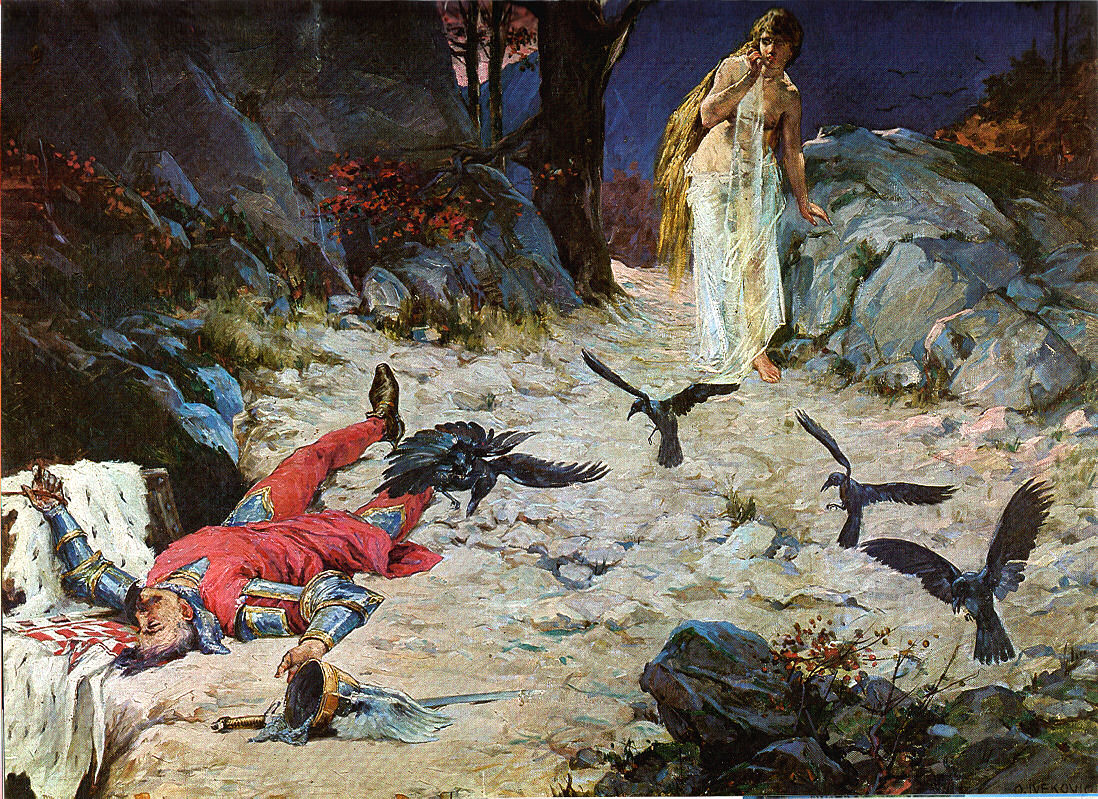
Mort del rei Pere el 1097, a les muntanyes de Gvozd

Amb la mort de Zvonimir va pujar al tron Stjepan II (1089-1090), amb la qual cosa es van revifar les lluites dinàstiques. Zvonimir estava casat des de 1063 amb la princesa Helena d'Hongria (1088-1091), filla del rei Béla I d'Hongria, que governava a Eslavònia. El partit hongarès era majoritari al nord del país, principalment a Eslavònia, per això van triar com a successor de la seva germana Ladislau I d'Hongria (1091-1092), que va fundar el bisbat d'Agram (Zagreb), que aviat esdevingué el centre eclesiàstic de Croàcia. Va renunciar al tron i va nomenar successor el seu nebot Álmos (1091-1093), que va controlar la zona entre el Sava i el Drava.
Aprofitant l'ocasió, el dux Vitale Faliero va conquerir per a Venècia grans zones de la costa adriàtica. El regne va quedar novament dividit: al nord els nobles van oferir el tron als reis hongaresos i al sud la dieta de nobles va coronar un d'ells, Pere Svacic (1093-1097), que es va enfrontar al rei hongarès Kálmán I d'Hongria, recolzat pels croats de Pannònia. L'exèrcit de Pere va ser vençut en la batalla de la muntanya Gvozd i el rei hi va morir. A partir d'aquell moment el Regne croat es va integrar dins de les fronteres de l'estat hongarès, encara que conservant la seva estructura politicoadministrativa i els seus habitants van mantenir els mateixos drets civils que els hongaresos. D'aquesta manera, els croats van passar a ser una de les ètnies més estimades i respectades pels magiars.

## Croàcia associada a Hongria. Els Árpád

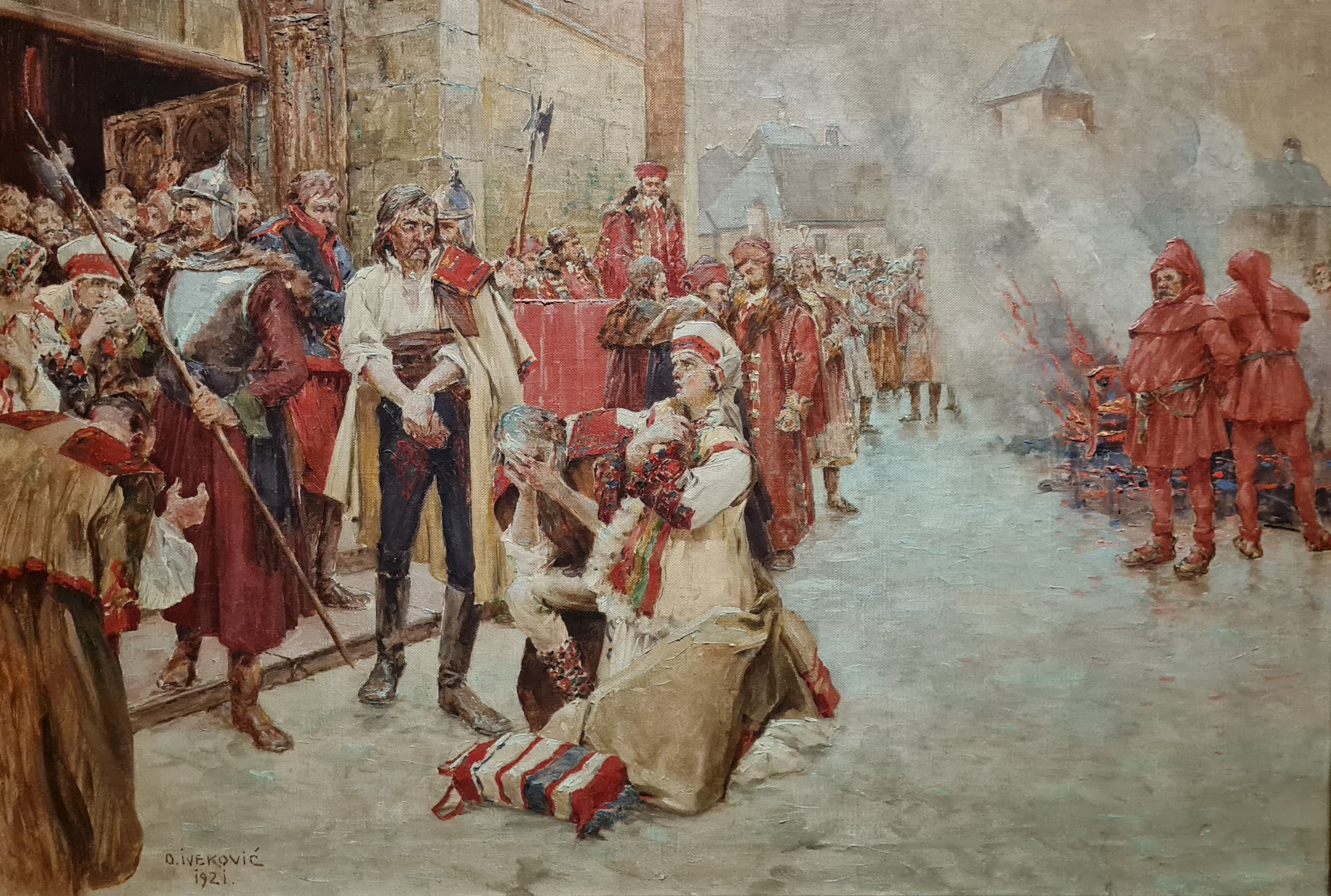
Execució de Matiija Gubec, que va aixecar els camperols en rebel·lió contra el sobirà

L'associació de Croàcia al Regne d'Hongria es va establir pels Pacta Conventa (pactes convinguts), suposadament signats pel rei Kálmán I d'Hongria (en hongarès: Könyves Kálmán) i un grup de nobles croats el 1102. Hi ha un antagonisme històric fins al dia d'avui, ja que els hongaresos no reconeixen l'existència d'aquests pactes i sols indiquen la subordinació incondicional dels croats a la seva corona i, per tant, l'error d'assenyalar-se hereus de les seves possessions a l'Adriàtic, ja que mai no van tenir-hi igualtat de drets i només va ser un poble sotmès.
En aquests pactes s'establia que la unió era simplement personal, és a dir, que ambdós regnes romanien independents amb les seves pròpies institucions i lleis, i sols el rei era comú a ambdós. D'aquesta forma Croàcia conservava el Sabor (la dieta nacional), les seves lleis i el govern, que era encarregat a un ban elegit pels croats d'entre la seva noblesa. La frontera entre ambdós regnes s'establia en el Drava, i Croàcia s'estenia fins a la costa adriàtica.
Durant el regnat de Kálmán (1102- 1116), Croàcia va gaudir d'una època de prosperitat i tranquil·litat que no coneixia la seva turbulent història. El regne es va enfortir, es va establir una nova administració controlada pel Sabor i els virreis (ban) i l'exèrcit croat es va reorganitzar. Els reis hongaresos successors de Kálmán (Esteve II d'Hongria (1116- 1131), Béla II d'Hongria "el Cec" (1131- 1141) i Géza II d'Hongria (1141- 1162)) van respectar les institucions croates, van defensar el seu territori dels atacs de venecians i romans d'Orient i els van considerar tan importants com els ciutadans hongaresos.
La mort de Géza II va provocar les guerres successòries en la família Arpad: d'una banda el fill de Géza, Esteve III d'Hongria (1162- 1172), i d'altra els seus oncles (germans de Géza), Ladislau II d'Hongria (1161- 1163) i Esteve IV d'Hongria (1163). En estendre la seva influència sobre el Regne hongarès, l'emperador romà d'Orient Manuel I Comnè va aprofitar els anys de guerra per a annexionar-se part del territori croat entre els Alps dinàrics i l'Adriàtic, formant els ducats romans d'Orient de Dalmàcia-Croàcia i Dalmàcia-Dioclia. Tanmateix, ja que el fill menor de Géza Ii havia crescut en la cort romana d'Orient i s'havia casat amb una noble ortodoxa, les relacions aviat van millorar. Així, quan el jove Béla III d'Hongria (1172- 1196), protegit de l'emperador romà d'Orient, va tornar a Hongria i va reclamar el tron després de la mort del seu germà Esteban III, es va recuperar el ducat romà d'Orient de Croàcia. D'altra banda, els territoris del sud van ser recuperats dels romans d'Orient pel duc de Croàcia Andreu II el 1198, durant el regnat d'Emeric (1196-1204).
Posteriorment, durant els regnats de Ladislau III d'Hongria (1204- 1205), Andreu II d'Hongria (1205- 1235) i Béla IV d'Hongria (1235- 1270), la feudalització que va començar en l'època de Béla III es va aguditzar en gran manera, la qual cosa va provocar que el Regne croat s'anés disgregant i que fins i tot es formessin dietes diferents en alguns territoris i se separessin els regnes de Croàcia i d'Eslavònia. Alhora, es produïen contínues disputes entre Hongria i Venècia pel domini de la costa adriàtica, la qual cosa va portar a poc a poc a la separació de Dalmàcia del Regne croat. Alguns membres de la dinastia Árpád van ser nomenats ducs de Croàcia o Eslavònia i van governar de forma autònoma en algunes ocasions, com ara Kálmán (1208-1241) a Croàcia, i Esteve (1263-1271) a Eslavònia.
Els últims reis de la dinastia Arpad, Esteve V d'Hongria (1270- 1272), Ladislau IV d'Hongria "el Cumà" (1272- 1290) i Andreu III d'Hongria "el Venecià" (1290- 1301), van ser reis molt dèbils, i en els seus regnats alguns nobles van esdevenir totalment independents al llarg dels territoris hongaresos, croats i eslavonis. Així, Pavao I Subic Bribirski (1292- 1312) es va independitzar de Croàcia i Eslavonia, i assumí a més el govern de gran part de Bòsnia. El seu successor, Mladen II Subic Bribirski (1312- 1322), va continuar en aquesta situació mentre van durar les lluites dinàstiques a Hongria. A la mort d'Andreu III, el tron hongarès va ser ocupat per un membre de la família dels Premyslides, Venceslau III de Bohèmia (1301- 1305), net de Kunigunda, filla del rei mort hongarès Béla IV. Tanmateix, la corona hongaresa va passar aviat a les mans d'Otó III, duc de Baviera (1305-1308), que era fill d'Isabel, filla del rei Béla IV.

Croàcia associada a Hongria: els tres primers quarters són els de Dalmàcia, Croàcia i Eslavònia

Finalment és Carles I d'Hongria i d'Anjou qui venç en les disputes dinàstiques, i es proclama rei. El nou rei desitjava centralitzar el poder i va obligar Mladen II a tornar el poder de Croàcia a la corona hongaresa. Davant d'aquestes pretensions, Mladen i el seu germà Pavao II es van rebel·lar i van ser derrotats per les tropes angevines, que van reunificar Croàcia, la van posar sota el comandament del ban Ivan Babonic i van empresonar els ducs rebels.

## Imperi Habsburg i Otomà (1527-1918)

### La guerra amb els otomans

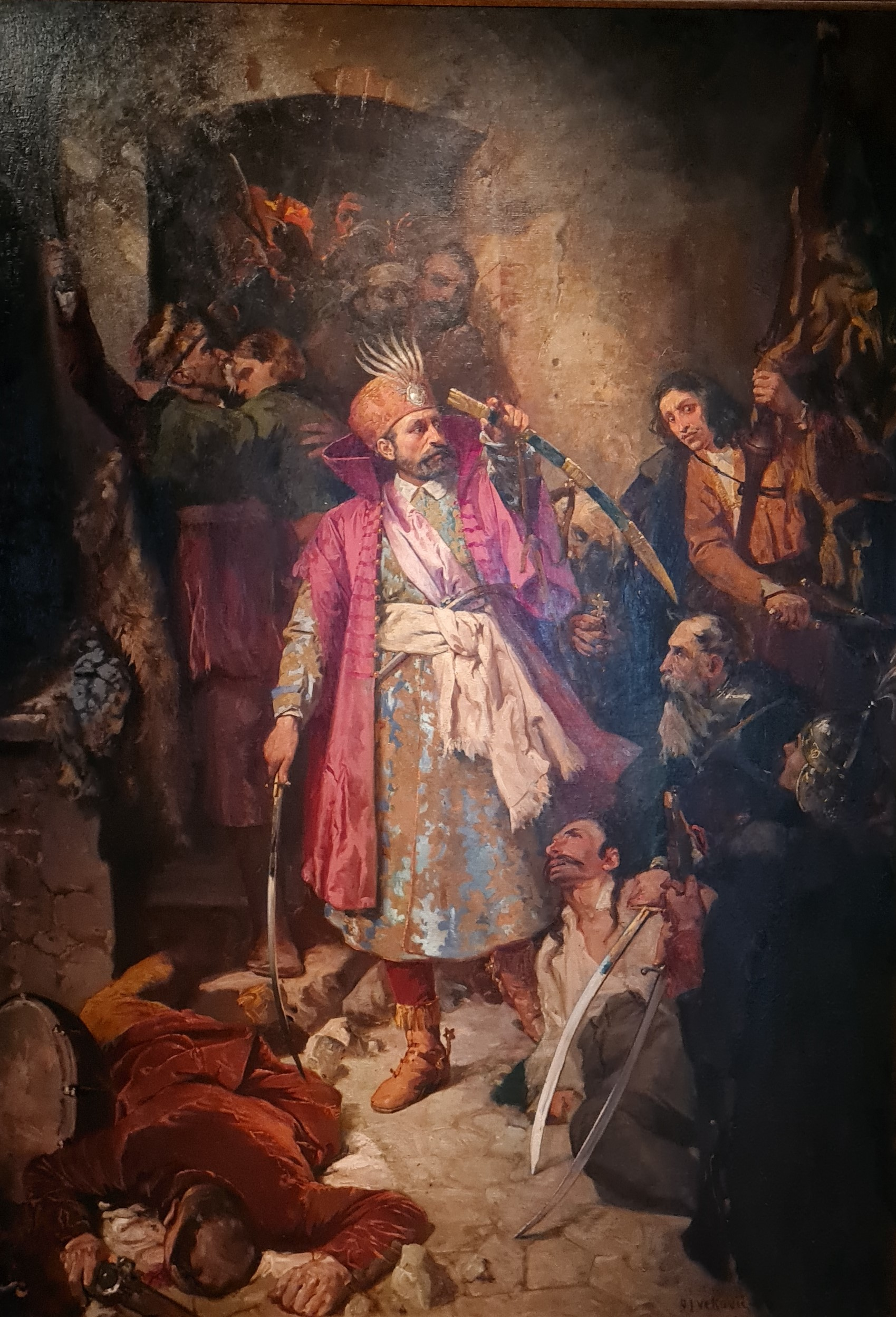
Miklós Zrínyi lluitant contra els turcs en la batalla de Szigetvár

Durant tot el segle xvi, l'Imperi Otomà va avançar a poc a poc cap al nord i amb la caiguda de Knin en 1522 i la derrota hongaresa en la Batalla de Mohács de 1526, els nobles croats la van posar sota el poder de la Dinastia dels Habsburg. El 1565, Solimà I el Magnífic va envair Hongria i avançà fins a la petita fortalesa de Siget (Szigetvár), on el comte Miklós Zrínyi resistia obstinadament. Després d'un mes de dur setge va caure, però el retard produït en l'exèrcit turc per aquesta batalla de Szigetvár va permetre a l'exèrcit austríac de reorganitzar-se abans que els otomans arribessin a Viena.
Per ordres reials, el 1553 i 1578, àmplies zones frontereres de Croàcia i Eslovènia es van convertir en la Frontera militar (Vojna Krajina), sota autoritat directa de l'alt comandament militar de Viena. La proximitat a l'enemic turc les va convertir en terres deshabitades, per la qual cosa la monarquia austríaca va animar serbis, txecs, hongaresos, eslovacs, alemanys, ucraïnesos i altres pobles eslaus a assentar-se a la zona com a coixí.
El 1592, solament petites zones de Croàcia quedaven lliures del domini turc. Aquests 16.800 km² van ser anomenats els vestigis del que una vegada fou el gran Regne de Croàcia.

### Segles XVII i XVIII

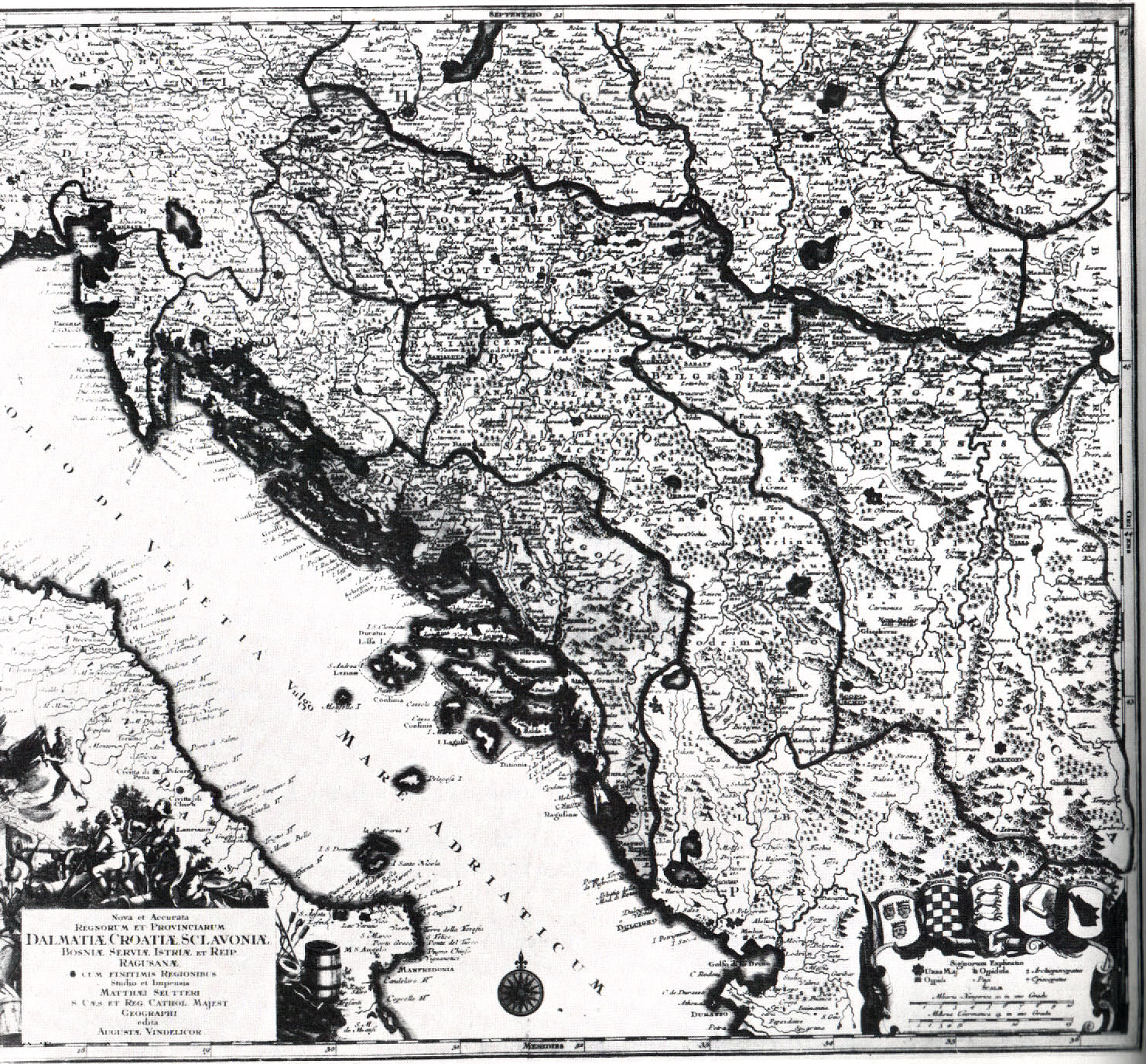
Mapa de Dalmàcia, Croàcia, Eslovènia, Bòsnia, Sèrbia, Ístria i la República de Ragusa

Després de la batalla de Sisak de 1593, que va acabar amb la derrota otomana i l'expulsió dels turcs de Croàcia, es va recobrar la major part del territori ocupat pels turcs, que només van poder-ne conservar Bòsnia. Durant la Guerra de Successió austríaca, Croàcia va ser una de les terres imperials que van obeir la Pragmàtica sanció del 1713 de Carles VI del Sacre Imperi romanogermànic i van donar suport a la seva filla Maria Teresa I d'Àustria. En conseqüència, l'emperadriu va concedir nombrosos privilegis a Croàcia, canviant el control de la Frontera militar i reduint la càrrega fiscal i els privilegis feudals. També va incorporar el fins llavors port lliure de Rijeka al Regne de Croàcia el 1776. Tanmateix, va ignorar i finalment va dissoldre el parlament croat, i va reduir la seva presència en el Consell d'Hongria a un sol seient, ocupat pel Banat de Croàcia.
Amb la caiguda durant les guerres napoleòniques de la República de Venècia el 1797 i la posterior abolició de la República de Ragusa el 1808, França va cedir les seves possessions adriàtiques a Àustria. Vuit anys després, derrotada Àustria, França va recuperar la costa dàlmata, i va fundar les Províncies Il·líriques, que, tanmateix, i després de la caiguda de Napoleó el 1815, van ser annexionades per Àustria fins al 1918.

### Elseglexix

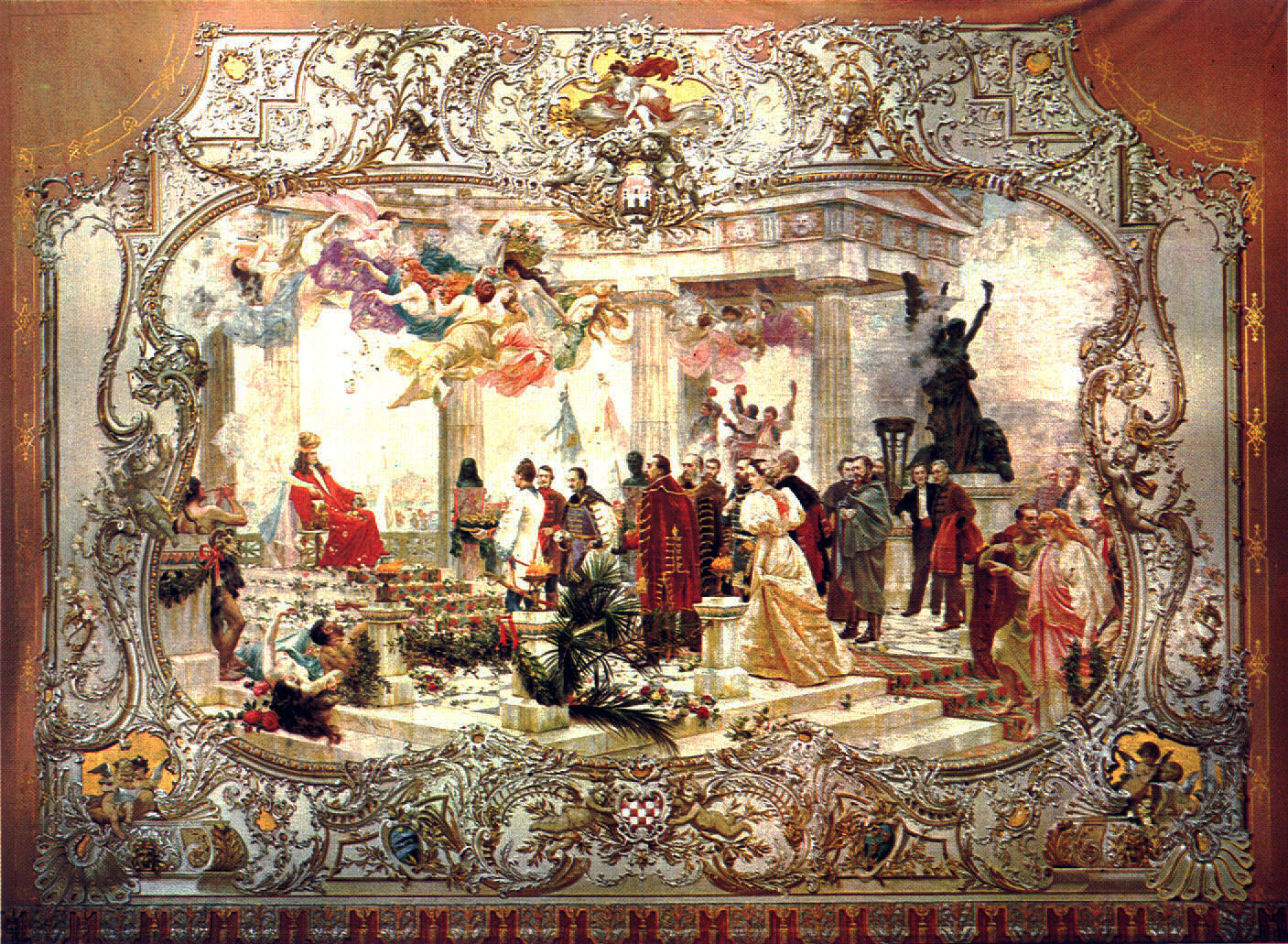
Ressorgiment croat (cortina del Teatre Nacional de Zagreb)

Durant aquests segles d'unió amb Àustria i Hongria, Croàcia va sofrir un procés d'assimilació: el croat mancava d'ús oficial, i es van produir nombrosos assentaments d'austríacs i hongaresos a Croàcia. El segle xix, durant la renaixença nacionalista del romanticisme, l'esperit nacional croat va ressorgir en oposició a aquesta germanització i magiarització. En la dècada de 1830 sorgeix el moviment il·liri, que va influir en la cultura croata i en la seva llengua. El seu major representant va ser Ljudevit Gaj, primer estandarizador de l'idioma croat. Aquella mateixa dècada, les metes del moviment van passar de ser merament culturals a oposar-se al centralisme hongarès. Això va portar a la prohibició per part de Metternich, l'11 de gener de 1843, de l'ús del nom o els símbols croats, cosa que va frenar l'avenç del moviment però no el va detenir.

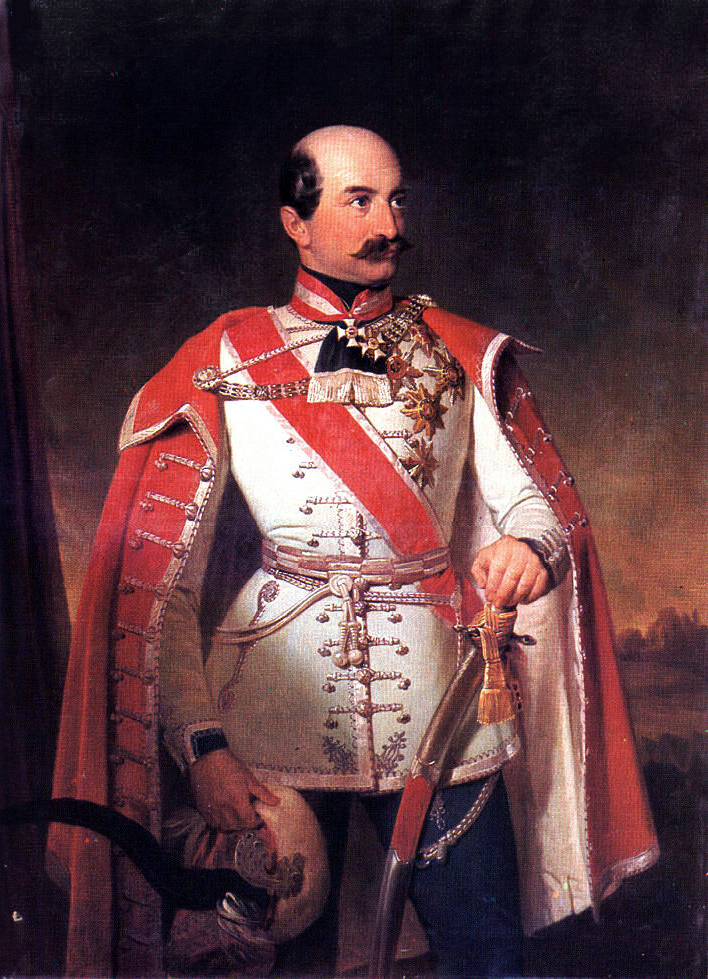
Josip Jelačić, governador del Banat de Croàcia

Jelačić, governador de Croàcia, va aconseguir abolir la servitud, eliminà el llast feudal i reduí el poder de l'aristocràcia latifundista. La consegüent divisió de terres va produir una parcel·lació en propietats molt reduïdes, moltes vegades incapaces d'alimentar una família, cosa que va propiciar l'emigració, i amb això començà la diàspora croata.

Comtats de Croàcia i Eslavònia en el Regne d'Hongria al 1867

L'Ausgleich va suposar la ratificació de la pèrdua de l'autonomia croata. Segons l'acord hongaresocroat de 1868 (hrvatsko-ugarska nagodba), el governador seria nomenat per Hongria, el 55% dels impostos anirien al govern de Budapest i el port de Rijeka quedaria sota control directe hongarès.
El Regne de Croàcia i Eslavònia va ser llavors dividit en 8 comtats. Es van incorporar a aquest regne les terres habitades pels croats de la costa dalmàtica i, donada la desaparició de l'amenaça turca, es van reintegrar els territoris de la Frontera militar als comtats civils el 1881.
Com a part de l'esmentat acord, el Regne Tripartit de Dalmàcia, Croàcia i Eslavònia va retenir el seu estatus històric i va conservar la seva bandera i escut. Tanmateix, Dalmàcia es va convertir en part de Cisleitània, mentre que els altres dos territoris estaven a Transleitània.

## Primera Iugoslàvia (1918-1941)
Croàcia va formar part a la tardor de 1918 de l'estat dels Eslovens, Croats i Serbis, que tenia la capital a Zagreb, i que posteriorment es va fusionar amb el Regne de Sèrbia per crear el Regne dels Serbis, Croats i Eslovens, des de 1929 anomenat Regne de Iugoslàvia.
Aquest estat balcànic que va existir des de l'1 de desembre de 1918 fins al 2 de desembre de 1945, comprenia l'àrea dels actuals estats de Bòsnia i Hercegovina, Sèrbia i Montenegro, Macedònia, així com la major part dels territoris de Croàcia i Eslovènia.

### Formació

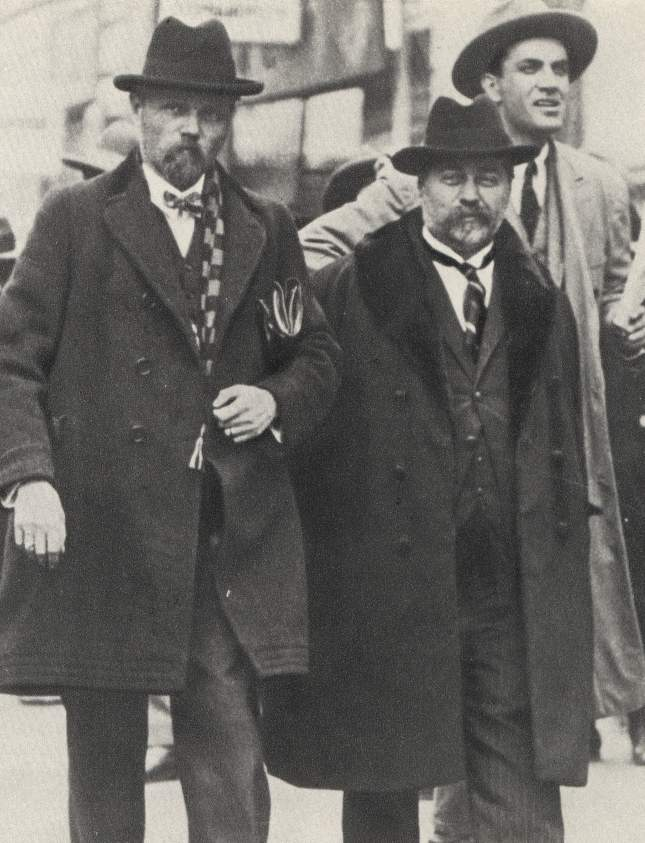
Stjepan Radić (centre), principal figura política croata durant els primers anys d'estat iugoslau fins al seu assassinat el 1928

Després de la dissolució de l'Imperi Austrohongarès, la idea de crear una nació per als eslaus als Balcans va cobrar impuls i suport de la comunitat internacional. El Regne dels Serbis, Croats i Eslovens (llatí serbocroat: Kraljevina Srba, Hrvata i Slovenaca; ciríl·lic: Срба, Хрвата и Словенаца; eslovè: Kraljevina Srbov, Hrvatov in Slovencev; macedoni: Кралство на Србите, Хрватите и Словенците; nom curt: Kraljevina SHS, Краљевина СХС), vingué a satisfer aquesta demanda. Aquest regne es va formar el desembre de 1918 i va perdurar fins al 1929, moment en què la denominació va ser substituïda per la de Regne de Iugoslàvia.
El 29 d'octubre del 1918, el Sabor croat (el parlament) va declarar la independència i en la seva sobirania va manifestar la seva voluntat d'ingressar en el nou estat dels Eslovens, Croats i Serbis. Per enfrontar l'amenaça de l'exèrcit italià que entrava pel sud i l'occident al territori d'aquest nou estat, els croats van negociar amb el Regne de Sèrbia, i el 23 de novembre del 1918 van enviar una delegació a Belgrad per proclamar-ne la unió.
L'1 de desembre de 1918 va ser proclamat el regne per Alexandre I de Iugoslàvia, príncep regent pel seu pare, el rei Pere (Pere I de Sèrbia), que formalment era el rei de Sèrbia. El nou regne es va formar a partir dels antics regnes independents de Sèrbia i Montenegro, i també amb una quantitat substancial del territori que antigament era part de l'Imperi Austrohongarès. Les terres d'Àustria-Hongria que van formar el nou estat incloïen Croàcia, Eslavònia i Voivodina de la part hongaresa de l'imperi; Carniola, part d'Estíria i la major part de Dalmàcia del costat austríac, a més de la Província imperial de Bòsnia i Hercegovina. Es va dur a terme un plebiscit a la província de Caríntia, la qual va optar per seguir a Àustria. La ciutat port dàlmata de Zadar i unes quantes illes dàlmates van ser atorgades a Itàlia. La ciutat de Rijeka va ser declarada ciutat estat lliure, però aviat va ser ocupada i annexada el 1924 per Itàlia. Les tensions a la frontera amb Itàlia van continuar, amb els italians que reclamaven més àrees de la costa dàlmata i Iugoslàvia que reclamava, de la seva part, la península d'Ístria, part de l'antiga província costanera austríaca que havia estat annexada a Itàlia però que contenia una població considerable de croats i eslovens.
El nou govern va tractar d'integrar al nou estat tant políticament com econòmica, una tasca difícil a causa de la gran diversitat d'idiomes, nacionalitats i religions existents en el nou estat, la història diferent de les zones, i les grans diferències entre si quant al desenvolupament econòmic.

### La qüestió de l'autonomia
El 1924 una decisió d'amb prou feines la meitat més un dels diputats de l'Assemblea Nacional va estipular en la constitució el caràcter centralista de l'estat. Aquesta decisió propiciada i acomplerta amb autoritarisme pel primer ministre Nikola Pasic, va causar l'oposició dels croats, els quals van lluitar des de llavors per establir la seva autonomia, objectiu central per al Partit Camperol Croat, principal partit croat.
Les tensions entre el nacionalisme serbi (encoratjat pel caràcter centralista estatal) i la resta dels pobles de l'estat va esclatar amb l'assassinat en el parlament del regne del líder del Partit Camperol Croat Stjepan Radić, per part d'un diputat montenegrí. Això va portar el rei a clausurar el parlament i assumir el govern d'una manera dictatorial. Els croats només van donar treva en la seva lluita per l'autonomia entre 1926 i 1927 davant de l'amenaça que per a l'existència del Regne eslau significava la coalició integrada per Itàlia amb Albània, Hongria, Bulgària i Romania. L'oposició croata va reviure quan el rei va capitular a les exigències italianes de lliure trànsit a Dalmàcia i va signar amb Benito Mussolini el tractat de Nettuno, el 1928, suposadament per donar tranquil·litat al país.
Tanmateix, això només va revifar les tensions internes. De fet, pocs anys després un guerriller macedoni contractat pel nacionalisme croat ústaixa va assassinar a Marsella el 9 d'octubre del 1934 el rei Alexandre I de Iugoslàvia i el ministre d'exteriors francès. Li succeí en el tron el seu fill Pere II de Iugoslàvia, però en ser menor d'edat va assumir la regència el seu oncle el príncep Pavel.

Croàcia el 1941 junt amb la divisió territorial entre les potències de l'Eix

L'agost de 1939, amenaçada Iugoslàvia per un imminent atac d'Itàlia i l'Alemanya nazi, el primer ministre Dragiša Cvetković va signar amb el dirigent del Partit Camperol Croat Vladko Maček l'acord Cvetkovic-Macek per a la creació de la Banovina de Croàcia, una entitat autònoma que incloïa l'actual Croàcia i part de Bòsnia i Hercegovina. Maček va ser nomenat viceprimer ministre.
El príncep Pavel va governar fins que, el 27 de març de 1941, un cop d'estat contra la política filoalemanya del regent va portar al tron de manera anticipada a Pere II de Iugoslàvia. De fet el Regne de Iugoslàvia va deixar d'existir quan, deu dies després, el 6 d'abril de 1941, l'aviació alemanya va atacar Belgrad i en les setmanes següents l'estat va ser envaït per les tropes d'Alemanya, Itàlia, Bulgària, Hongria, Albània i Romania. El rei i el govern van fugir a Londres i van donar prolongació formal i legal a l'estat fins al 1945.

## Segona Guerra mundial
L'estat independent de Croàcia (NDH, del croat Nezavisna Država Hrvatska) va ser un estat organitzat pels nazis després de la derrota del Regne de Iugoslàvia a la primavera de 1941. Va ser governat per l'Ústaixa i es va annexionar Bòsnia i Hercegovina. Va dur a terme una política de genocidi de la població sèrbia, gitana, jueva i dels antifeixistes croats. Depenent de les fonts, l'extermini es calcula entre les 250.000 i el milió de víctimes assassinades.

## Segona Iugoslàvia (1945-1991)
Croàcia va arribar a formar part de la República Federal Socialista de Iugoslàvia el 1945, la qual era dirigida pel Lliga de Comunistes de Iugoslàvia sota la tutela de Josip Broz Tito.
Tito, que era de pare croat i mare eslovena, va adoptar una acurada política per manejar les conflictives ambicions nacionals de serbis i croats.
Croàcia va ser una república Socialista, membre d'una federació de 6 parts. Sota el nou sistema comunista, la propietat privada va ser nacionalitzada i l'economia es va basar en la idea del socialisme de mercat. El país va desenvolupar un procés de reconstrucció a causa de la destrucció provocada per la Segona Guerra Mundial. A més va donar inici a la industrialització i va començar a desenvolupar el turisme.
La constitució de 1963 va equilibrar el poder entre serbis i croats, i va alleugerir el fet que aquests últims estiguessin novament en minoria. Tanmateix, després de 1965 es va formar la Primavera croata, la qual el 1970- 71 va fer diverses manifestacions a favor d'una major llibertat civil i d'una autonomia croata. El règim va sufocar les protestes públiques i va empresonar-ne els líders, però això va portar a la ratificació d'una nova constitució el 1974, la qual va concedir més drets a cada una de les repúbliques.
El 1980, després de la mort de Tito, les dificultats polítiques, ètniques i econòmiques hi aparegueren, i el govern federal va començar a enfonsar-se. El sorgiment de Slobodan Milošević a Sèrbia i molts altres esdeveniments van provocar una molt mala reacció a Croàcia, seguida per un augment del nacionalisme i dels moviments dissidents.

## Croàcia moderna
El parlament croat va proclamar la sobirania de la república el 22 de desembre de 1990. En el referèndum del 19 de maig de 1991, el 90% dels votants es van pronunciar a favor d'un estat independent, i després d'una decisió parlamentària en el mateix sentit el president Franjo Tuđman va proclamar unilateralment la independència el 25 de juny.

## Guerra de la Pàtria
La Guerra de la Independència croata es va desenvolupar en el període comprès entre 1991 i 1995. La nova república va haver d'enfrontar-se a les forces rebels de la minoria sèrbia, que van proclamar la República Sèrbia de Krajina, i que eren recolzades per l'Exèrcit Popular Iugoslau. El conflicte, de connotacions ètniques, va concloure amb l'Operació Tempesta duta a terme entre el 3 i el 5 d'agost de 1995, que va recuperar zones declarades com a àrees protegides per les Nacions Unides. Aquest dia és celebrat com una festa nacional anomenada Dia de la Victòria i d'Acció de Gràcies per la Pàtria.